# الجدار السعودي العراقي
الجدار السعودي العراقي هو جدار أو سور متطور بني من قبل المملكة العربية السعودية على طول حدودها مع العراق. واقترح بناء الجدار في عام 2006، وشيد في عام 2014، بعد بزوغ الدولة الإسلامية في العراق والشام في العراق. ويعرف الجدار أيضا باسم سور السعودية العظيم. يصل طور الجدار 900 كيلومتر، ومدعوما بأبراج مراقبة، وأسلاك شائكة، وكاميرات حرارية، ورادارات، وفرق تدخل سريع. وكلف المشروع المملكة العربية السعودية أربعة مليارات ريال أي مايقارب 1.07 مليار دولار. وقال المتحدث حينئذٍ باسم قيادة حرس الحدود في المنطقة الشمالية محمد الفهيقى "تمت زيادة عمق منطقة الحدود البرية مع العراق إلى 20 كلم من خط الحدود ولمدة عام".

## التاريخ
في أبريل 2006, وأثناء الصراعات والمشاكل الطائفية، بدأت السعودية بإجراء مناقصة لبناء حاجز حدودي على شكل جدار أو سور عازل يصل طولة إلى 900 كيلومتر على طول الحدود لمنع دخول المتطرفين ووالمقاتلين إلى أرض المملكة العربية السعودية. ولم يتم تنفيذ المقترحات حتى سبتمبر 2014، عندما تصاعدت الاضطرابات المسلحة وبزوغ الدولة الإسلامية في العراق والشام واحتلالة لقسم كبير من مناطق العراق، تم بناء الجدار العازل لمنع دخول المتطرفين إلى المملكة العربية السعودية.

## المواصفات
جدار عازل يحتوي على خمسة طبقات من الاسلاك الشائكة مدعمة ب78 برج مراقبة وسواتر رملية كذلك رادارات وكامرات مراقبة ترصد الحركة على الحدود ليلا ونهارا، وتشرف عليه 8 مراكز للقيادة والتحكم لكل مركز اتصالات منفصلة، و32 مركز للاستجابة السريعة، وثلاث فرق تدخل سريع، وأجهزة استشعار مدفونة تحت الأرض ترسل إشارات تحذيرية عن أي تحركات مشبوهة، والجدار مزودا بكابل من الألياف الضوئية طوله 1450 ألف متر، ومرتبط مباشرة مع وزارة الداخلية السعودية. و10 مركبات متحركة للمراقبة، وتوزيع أكثر من 30 الف جندي على طول الشريط الحدودي. تم إنجاز الأعمال بواسطة شركة إيرباص.

## الهجوم على الجدار
في 5 يناير 2015، رصدت وزارة الداخلية السعودية محاولة تسلل أربعة عناصر تابعين للدولة الإسلامية في العراق والشام عبر مركز سويف الحدودي مع العراق، وقام حرس الحدود السعودي باعتراضهم، فبادروا العناصر بإطلاق النار، ما دفع القوة إلى الرد وقتل أحدهم، في حين بادر آخر إلى تفجير حزام ناسف كان يحمله، عند محاولة إقناعه بتسليم نفسه. وإنتهت العملية بمقتل ثلاثة جنود من حرس الحدود السعودي أحدهم قائد حرس الحدود في منطقة الحدود الشمالية، وأربعة من الإرهابيين.